# Fernandezina tijuca
Fernandezina tijuca är en spindelart som beskrevs av Ramírez och Cristian J. Grismado 1996. Fernandezina tijuca ingår i släktet Fernandezina och familjen Palpimanidae. Inga underarter finns listade i Catalogue of Life.